# Voormalig postkantoor en rechtbank van Miami
Het voormalig postkantoor en rechtbank van Miami is een historisch courthouse in Miami, Florida.
Het werd gebouwd in de periode 1912-14 naar een ontwerp van Kiehnel and Elliott en Oscar Wenderoth. In 1937 werd het gebouw betrokken door de First Federal Savings and Loan Association of Miami. Het werd in 1989 toegevoegd aan het National Register of Historic Places